# Gibuti-1A
Gibuti-1A è il primo satellite di Gibuti. 
Il satellite, del tipo CubeSat, è stato realizzato da un gruppo di studenti dell'Università di Gibuti in collaborazione con l'Università di Montpellier. Il lancio è stato effettuato l'11 novembre 2023 dalla Vandenberg Space Force Base con un razzo vettore Falcon 9. Il satellite è stato collocato con successo in orbita terrestre bassa e da un controllo  effettuato il 16 dicembre è risultato pienamente operativo. Il satellite ha la finalità di raccogliere i dati provenienti dalle stazioni scientifiche (in particolare le stazioni climatologiche) dislocate sul territorio nazionale e trasmetterle in tempo reale al centro di controllo, in modo da monitorare l’andamento dei cambiamenti ambientali nel Paese.